# Пигонь, Станислав
Стани́слав Пи́гонь (пол. Stanisław Pigoń; 27 сентября 1885, Комборня близ Кросно — 18 декабря 1968, Краков) — польский историк литературы, текстолог публикатор, педагог, мемуарист; отец Кшиштофа Пигоня, профессора Вроцлавского университета. 

## Биография
Родился в бедной крестьянской семье. В 1906—1912 годах учился в Ягеллонском университете. Во время Первой мировой войны был офицером австрийской армии, с 1918 года — польской армии, участвовал в боевых действиях. 
В 1919—1920 годах был преподавателем в Познанском университете. Затем с 1921 года был профессором Университета Стефана Батория в Вильне, где в 1927—1928 годах был ректором. С 1931 года до 1960 года (с перерывом в 1939—1945 годах) был профессором Ягеллонского университета.
Во время Второй мировой войны вместе с группой профессоров Ягеллонского университета в 1939—1940 годах был заключён в лагерь Заксенхаузен. 
После войны, работая в Ягеллонском университете, одновременно был также преподавателем Высшей педагогической школы в Кракове (1946—1951). 
Состоял членом Польской академии знаний с 1929 года. С 1952 года — член Польской академии наук.
Автор воспоминаний «Из Камборни в мир» („Wspomnienia: Z Komborni w świat“; 1946, дополненное издание 1957), «В пряже памяти. Клочки воспоминаний» („Z przędziwa pamięci. Urywki wspomnień“; 1968). 
Лауреат Государственной премии Польской Народной Республики (1956).

## Научная деятельность
Круг научных интересов Станислава Пигоня охватывал различные стороны истории польской литературы. Особое место в его исследованиях занимали польский романтизм и творчество Адама Мицкевича. Пигоню принадлежат работы о процессе филаретов (1924), монография о «Пане Тадеуше» (1934), труд о литературном наследии Александра Фредро (1954), монография о Владиславе Оркане (1958) и многие другие. 
Занимался также проблемами народного творчества („Zarysie nowszej literatury ludowej“, 1946; посмертный сборник работ „Na drogach kultury ludowej“, 1974). 
Станислав Пигонь был одним из наиболее выдающихся публикаторов критических изданий произведений польской литературы и теоретиком этой области знаний. Им самим или под его руководством и при его участии издавались произведения классиков польской литературы (Адам Мицкевич, Владислав Оркан, Александр Фредро, Стефан Жеромский, Зыгмунт Красиньский, Циприан Камиль Норвид) с комментариями. 

## Сочинения
- O „Księgach narodu i pielgrzymstwa polskiego“ A. Mickiewicza. Kraków, 1911
- Z epoki Mickiewicza. Studia i szkice. Lwów, 1922
- Głosy sprzed wieku. Szkice z dziejów procesu filareckiego. Wilno, 1924
- Ze studiów nad tekstem „Pana Tadeusza“. Trzy notatki. Kraków, 1928
- Z dawnego Wilna. Szkice obyczajowe i literackie. Wilno, 1929
- Do źródeł „Dziadów“ kowieńsko-wileńskich. Wilno, 1930
- O brązach, brązownikach i brązoburcy. Warszawa, 1930
- Adam Mickiewicz w kole Sprawy Bożej. Warszawa, 1932
- „Pan Tadeusz“. Wzrost-Wielkość-Sława. Warszawa, 1934
- Na wyżynach romantyzmu. Studia historyczno-literackie. Kraków, 1936
- Z dziejów teatru szkolnego w Polsce w XVII. Lwów, 1938
- Zręby nowej Polski w publicystyce Wielkiej Emigracji. Warszawa, 1938
- Na drogach i manowcach kultury ludowej. Lwów, 1939
- Zarys nowszej literatury ludowej. Kraków, 1946